# Seraphim 266613336Wings
Seraphim 266613336Wings (セラフィム 2億6661万3336の翼?, Seraphim: 2-oku 6661-man 3336 no Tsubasa) è un manga seinen incompiuto di Mamoru Oshii e Satoshi Kon. La storia è ambientata in un mondo postapocalittico, piegato da un morbo denominato "malattia degli angeli", che sta decimando la popolazione, ed è incentrata sul viaggio di due uomini e un cane, detti "Magi", e di una ragazza cui fanno da scorta, Sera, mandati dall'OMS in una zona dell'Asia centrale nella quale si ritiene si trovi il focolaio dell'epidemia. Lungo il percorso li attendono nemici e cospirazioni.
Commissionata nel 1994 dalla rivista Animage per replicare il successo della serializzazione di Nausicaä della Valle del vento di Hayao Miyazaki, l'opera venne serializzata da marzo 1994 al novembre 1995, quando fu interrotta a causa dell'abbandono del progetto di entrambi gli autori.

## Trama
(Dal poster introduttivo dell'edizione italiana)

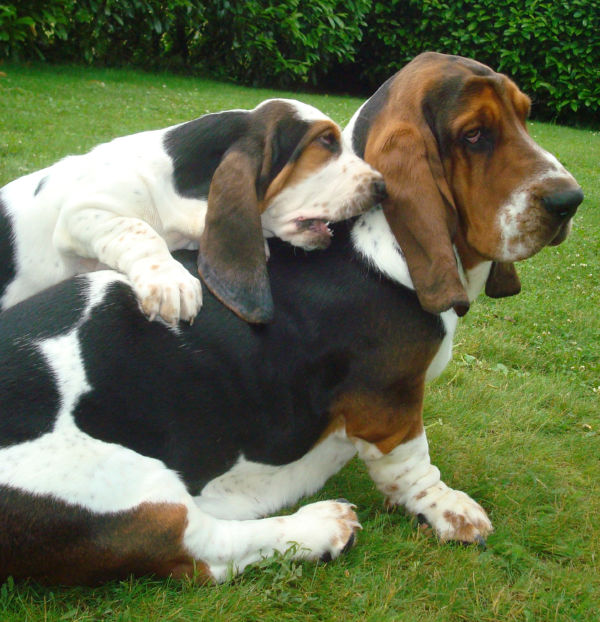
Un basset hound adulto molto simile a Gaspar

In un mondo nel quale la "malattia degli angeli" (天使病?, Tenshi-byō), o "Seraphim" (セラフィム?, Serafimu) ha portato alla rovina intere nazioni e sta sterminando la maggior parte della popolazione, l'Organizzazione mondiale della sanità decide di spedire oltre il cordone sanitario che separa gli Stati più avanzati da quelli contaminati Sera (セラ?), una ragazzina muta rinvenuta in uno dei villaggi asiatici decimati dall'epidemia, per saperne di più sul morbo. Come accompagnatori vengono scelti Erasmus (エラズマス?, Erazumasu), un anziano biologo inglese ex inquisitore che si era licenziato per protesta contro le misure di prevenzione dell'associazione, "Jacob che distrugge i paesi" (「国殺しのヤコブ」?, `Kuni-goroshi no yakobu'), un medico australiano e Alto commissario delle Nazioni Unite per i rifugiati e responsabile della chiusura di numerosi territori e della ridistribuzione dei profughi, e un grande basset hound. A costoro sono dati i nomi dei tre magi (マギ?, Magi), soprannominati anche "Three Wise Men" (「三賢者」?, `San kenja'), rispettivamente Balthazar (バルタザル?, Barutazaru), Melchior (メルキオル?, Merukioru) e Gaspar (ガスパル?, Gasuparu). E così, scortati oltre il cordone sanitario da un gruppo di aviatori dell'esercito fino alla città di Shenzhen, definita "Zona economica speciale", si recano presso un mastodontico yuan lou (福建土楼, fújiàn tǔlóu), ristrutturato in maniera tale da poter far fronte, tramite torrette mitragliatrici, agli stormi di uccelli portatori dell'infezione. Vengono accolti da Ye (イェ?), governatore e vice della triade degli Hakka che comanda la fortezza. Questi mostra a Melchior e Balthazar un raro esempio di paziente all'ultimo stadio della malattia, rinvenuto nel deserto del Taklamakan, dove era venerato come una divinità. Per andare in quel luogo, i magi e Sera (scambiata dal popolo per la dea Mazu) devono viaggiare sulla Transiberiana, evitando le nazioni orientali in continue lotte civili; sono quindi accompagnati fino all'imbarco di una nave militare fornita dalla repubblica federale democratica di Huánán, diretta a Shanghai. Improvvisamente però li avvicina un'imbarcazione di profughi, che rapiscono la ragazzina, drogando Balthazar. Dopo l'incidente, i Magi decidono, guidati da un giovane chiamato Zhou Zuoyoung (邹邹永, Zōu Zōu Yǒng), di andare a salvarla.

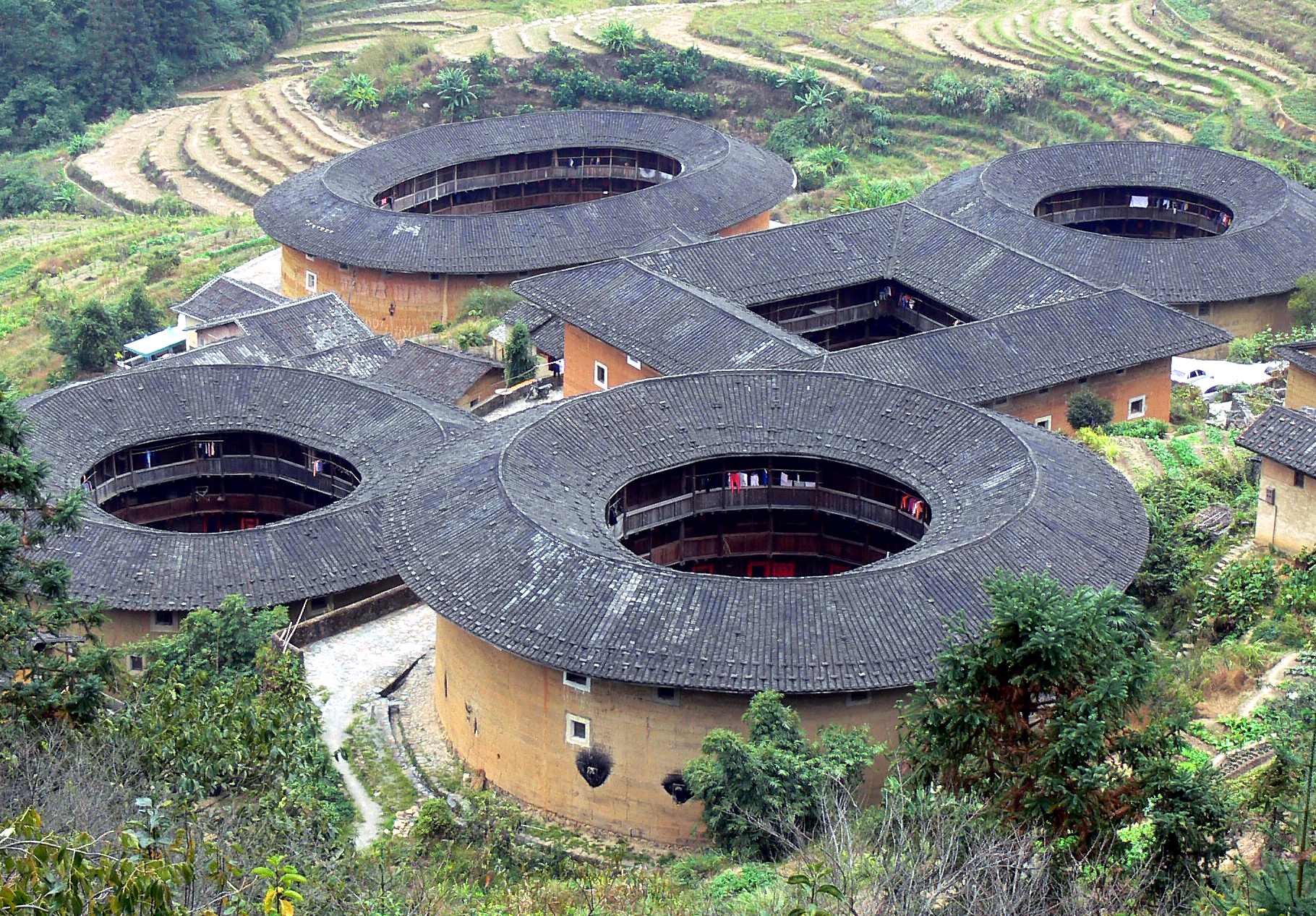
Alcuni yuan lou, della stessa tipologia di quelli rappresentati nel manga

Approdati a Shanghai, ridotta in macerie e assoggettata a un manipolo di fanatici inquisitori che operano al di fuori delle direttive dell'OMS, vengono traditi da Zhou e Balthazar viene catturato. Melchior d'altro canto riesce a sfuggire agli sgherri degli inquisitori e, aiutato da una donna a capo di un gruppo ribelle, ordisce un piano per soccorrere i suoi compagni. Durante la cerimonia nella quale Sera viene legata a un crocifisso per essere bruciata in un rogo, egli contatta il capitano Huang, il quale lancia dei missili terra-aria contro l'edificio degli inquisitori, uccidendoli. Nello scompiglio che si crea, i Magi e la bambina si riuniscono e, scortati dalla donna, vanno a Nanchino. Qui Melchior soffre i primi sintomi della "malattia degli angeli" e, sebbene si accorga che la ragazzina può misteriosamente curarlo, vuole comunque affrettarsi a raggiungere il deserto del Taklamakan tramite un dirigibile, abbandonato ma funzionante. Con la partenza del gruppo, il manga si interrompe.

## Produzione

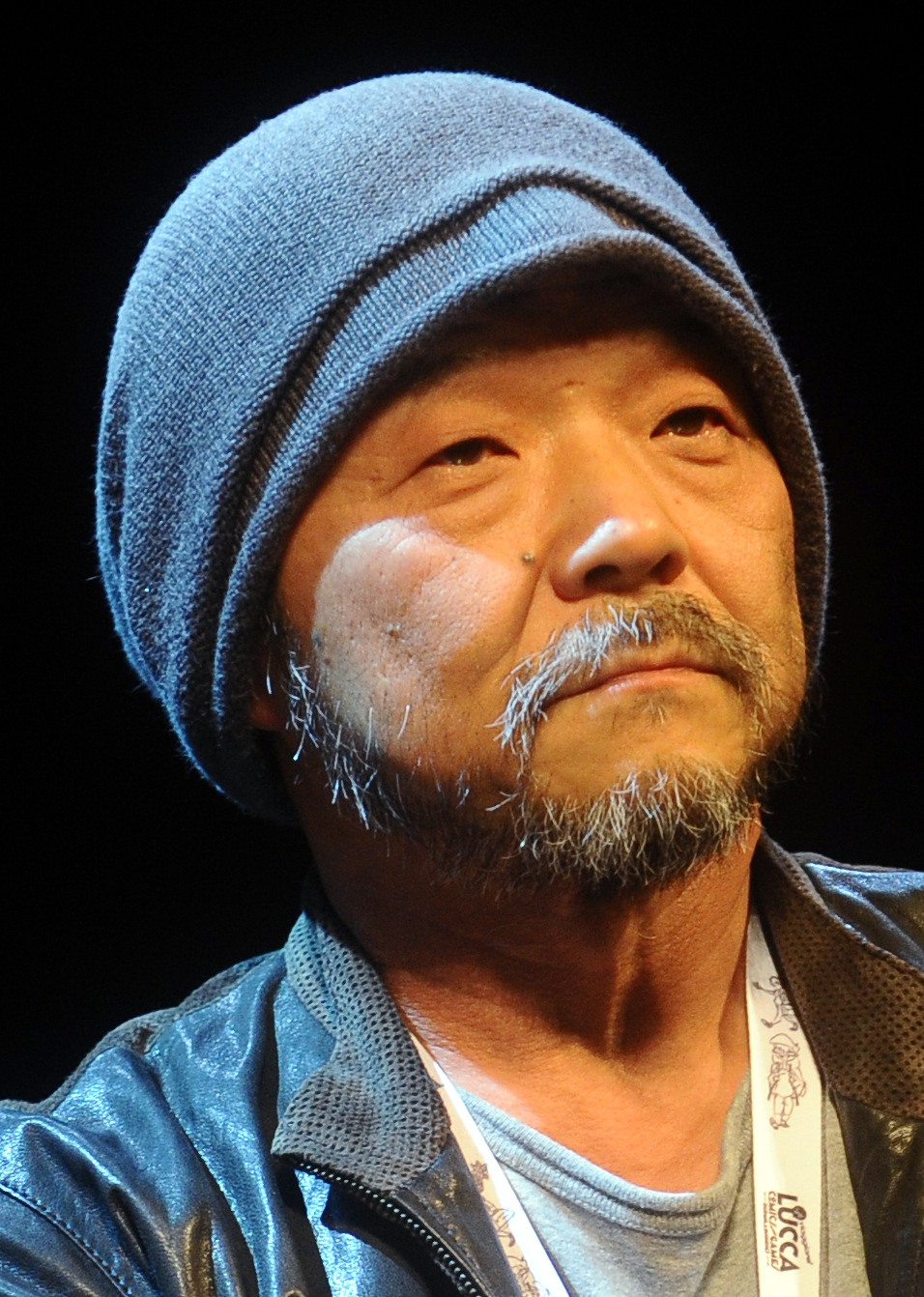
«Di tutto il lavoro che ho svolto nella mia vita, questo è il mio più ambizioso.»
—Mamoru Oshii

Nel marzo 1994 si era conclusa la serializzazione di Nausicaä della Valle del vento, il manga scritto e disegnato da Hayao Miyazaki, intrapresa nel febbraio 1982, e il reparto editoriale della rivista che lo aveva pubblicato, Animage, si mise alla ricerca di un'altra opera che potesse eguagliarne il successo. Mamoru Oshii venne contattato per svolgere questo lavoro ed egli si presentò alla redazione con un prologo pronto e in mente già delineata la geopolitica del mondo nel quale si sarebbe svolta la vicenda. Come scrisse nella post-fazione dell'edizione edita in Italia da Planet Manga il curatore Paolo Pederzini: «Raccontò che con Seraphim si sarebbe superato. Dicono che la presentazione del progetto fu eccezionale, che trasmise tutto l'entusiasmo di Oshii. Si presentava come un lavoro lungo che includeva anche l'eventuale realizzazione di un film». Come disegnatore pensò di ingaggiare Satoshi Kon, con il quale aveva collaborato l'anno prima per Patlabor 2: The Movie, affidandogli il ruolo di responsabile del layout (ovvero una versione più precisa e dettagliata dello storyboard). Questi invece si dimostrò molto più cauto:
(Satoshi Kon)

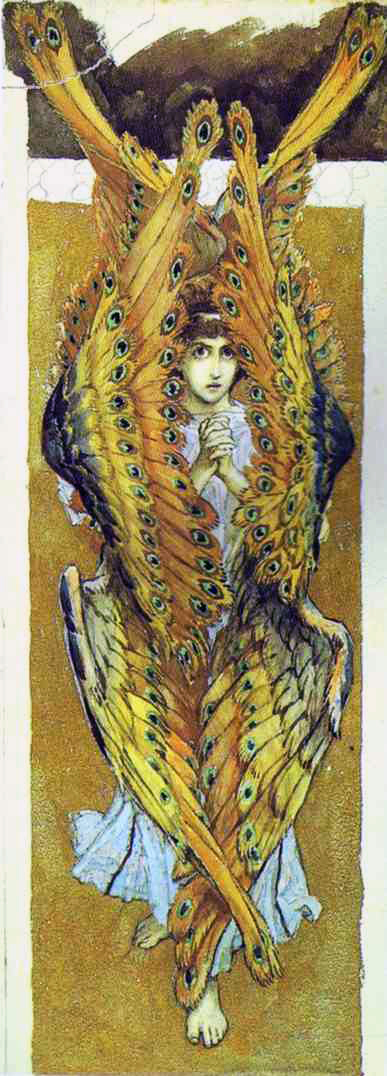
Rappresentazione di un serafino per opera di Viktor Michajlovič Vasnecov

E infatti entrambi si incontrarono quasi quotidianamente per discutere sull'aspetto grafico, scegliendo e pianificando ogni dettaglio e inquadratura. Con il tempo, questo processo coinvolse la storia vera e propria e Kon iniziò a esprimersi anche sugli snodi narrativi. I suoi suggerimenti vennero integrati da Oshii nella sceneggiatura, dando origine a un «mondo unico, affascinante e dettagliato, senza un'ovvia distinzione tra l'operato dei due uomini». Tuttavia, questo modus operandi probabilmente portò a discussioni che poi spinsero alla separazione gli autori, decretando uno stop della serie dopo sedici puntate, nel novembre 1995. A tal proposito, nessuno dei due spiegò che cosa davvero avesse scatenato la rottura. Oshii affermò: «Non voglio parlarne troppo [...] Ho smesso di combattere con il disegnatore, e basta». Kon invece, tramite il suo sito web, disse che «con una storia che non progrediva e uno scenario con solo spiegazioni, ho cercato di incitare l'autore originale sulla via di un [maggior] intrattenimento, ma il signor (Oshii) è scappato via»; inoltre, all'interno del suo Opus, pubblicato tra il 1995 e il 1996, si riferì al manga dicendo:
(Satoshi Kon, Opus, Capitolo finale)
Nonostante la coppia di artisti si fosse riavvicinata negli anni successivi, tanto da lavorare nel 2007 con altri registi (tra i quali Makoto Shinkai, Mahiro Maeda e Shōji Kawamori) in una serie antologica di piccoli corti per la NHK intitolata Ani*Kuri 15 (アニ＊クリ15?), non ripresero mai più in mano la serie; e con la morte di Satoshi Kon, avvenuta il 24 agosto 2010 per un tumore al pancreas, si perse ogni speranza di vederla completata. Nel 2011 Oshii, il quale aveva nel frattempo riutilizzato alcuni elementi dell'opera per il progetto del 1996 G.R.M. - The Record of Garm War (G.R.M. （ガルムウォーズ）?, G. R. M. (Garumuu~ōzu)) (a sua volta interrotto e riesumato soltanto nel 2012 per diventare il lungometraggio live action Garm Wars - L'ultimo druido, uscito nel 2014), fece pubblicare un allegato al numero di marzo del mensile Monthly Comic Ryū, San kenja reihai-hen (さん けんじゃ れいはいーへん?), illustrato da Katsuya Terada, che aveva lavorato per lui come character design per l'anime del 2000 Blood: The Last Vampire (diretto da Hiroyuki Kitakubo) e per il bunkobon omonimo. Esso avrebbe dovuto fungere da prologo al romanzo Seraphim 266613336Wings, che sarebbe dovuto uscire nella primavera del 2012 e del quale tuttavia non si seppe più niente.

## Distribuzione

Il cofanetto edito da Panini Comics contenente Seraphim 266613336Wings e Opus

Animage fece uscire le puntate di Seraphim 266613336Wings dal maggio 1994 (pubblicando il Prologo) al novembre 1995. In questo arco di tempo i crediti cambiarono con l'aumentare del coinvolgimento di Kon nel progetto: infatti fino al dodicesimo episodio v'era scritto "disegni di Satoshi Kon, soggetto di Mamoru Oshii", mentre dal tredicesimo al sedicesimo "di Satoshi Kon - Soggetto originale: Mamoru Oshii". I capitoli erano senza nome, tranne il primo, che recava il sottotitolo "Inquisitori - magi", e gli ultimi tre, nei quali era stata inserita la dicitura "Seconda serie".
A metà ottobre del 2010, la Tokuma Shoten allegò al numero 50 del mensile giapponese Monthly Comic Ryū un albo speciale con i primi tre capitoli del manga per anticipare la sua uscita in tankōbon unico del 4 dicembre a tiratura limitata, seguita da un'altra dalla più ampia diffusione il 13 dicembre. In Italia venne edito il 13 novembre 2013 dalla Panini Comics tramite l'etichetta Planet Manga, a cura di Paolo Pederzini, in cofanetto con Opus, un altro fumetto (ristampato per la prima volta in volume sempre dalla Tokuma il 13 dicembre) scritto e disegnato dal solo Kon e pubblicato dall’ottobre 1995 al giugno 1996 su Comic Guide dalla Gakken. Infine per il mercato in lingua inglese fu distribuito dalla Dark Horse Comics il 10 marzo 2015, in una versione di 268 pagine nella quale sono presenti degli scritti d'appendice a cura di Takashi Watanabe (editor dell'opera) e Carl Gustav Horn (saggista e curatore editoriale).

## Accoglienza
Seraphim 266613336Wings venne accolto in maniera complessivamente positiva dai critici che lo recensirono. Hans Rollmann del webzine PopMatters gli diede otto stelline su dieci, scrivendo che «Il manga è tutto ciò che si potrebbe immaginare su una collaborazione creativa tra questi due maestri del genere. È un'avventura distopica ampia e fantasiosa. [...] A che serve leggere un fumetto incompiuto? Ciò che esiste è un'opera meravigliosa, e il lettore viene rapidamente rapito dalla distopia splendidamente illustrata, dalla complessità e credibilità del suo ordine post-apocalittico, dal mistero di ciò che è accaduto, dal ricco simbolismo storico e religioso, dalla trama dettagliata che pian piano si svolge e i personaggi le cui personalità irresistibili emergono gradualmente». Allo stesso modo, Andrew Tran di Overmental gli assegnò un 8.0/10.0, considerandolo «come un libro molto impersonale e freddo, con l'occhio incrollabilmente allenato verso una visione oscura che non vedrà mai il completamento, ma è sicuramente una visione che vale la pena esplorare». Nick Smith del sito di critica ICv2, sebbene conferendogli un punteggio di quattro stelle su cinque, invece affermò: «Seppur tecnicamente eccezionale, e una parte stranamente importante della storia sia del manga sia degli anime, questo è ancora un frammento mai completato di una storia molto più lunga e frustrerà i lettori che potrebbero voler scoprire cosa sarebbe dovuto succedere successivamente. Pertanto, potrebbe avere un fascino limitato».

## Analisi critica

### Simbologia

«L'OMS nel futuro di questo manga sembra aver adottato lo stile e i manierismi di un ordine religioso dei secoli passati, in grado di condurre inquisizioni e comandare le risorse militari. Questa bizzarra re-immaginazione dell'OMS [...] può in parte essere vista come un intrappolamento di una storia postapocalittica.»
—Carl Gustav Horn

Secondo Carl Gustav Horn (nella post-fazione Animage, Mamoru Oshii, and Satoshi Kon), il manga presenta alcuni riferimenti a una precedente opera di Oshii, Tenshi no tamago (天使のたまご?), un OAV del 1985 realizzato in collaborazione con l'illustratore Yoshitaka Amano: ad esempio ritorna l'immagine dell'albero filogenetico (sfruttata anche per Ghost in the Shell del 1995), raffigurato alle spalle di una statua di Charles Darwin nel museo (richiamante il Museo di storia naturale di Londra) in cui lavora il dott. Erasmus e che nell'anime era intagliato all'interno dell'Arca dove abita la ragazzina protagonista; la stessa Sera sembra basarsi su quest'ultima, «con il suo pesante sguardo verso l'alto», così come i cacciatori di uccelli dello yuan lou, messi a confronto con i pescatori del lungometraggio.
Oltre a ciò, le due opere si assomigliano anche per quanto riguarda i riferimenti religiosi che contengono: infatti la denominazione del morbo, "Seraphim", «è il plurale della parola Seraph», ovvero "serafino", lo spirito celeste a capo della gerarchia degli angeli; in più, i protagonisti maschili vengono chiamati come i re Magi, e gli inviati dell'OMS "Inquisitori"; il dott. Erasmus cita poi più volte i vangeli (come quelli di Luca e Matteo) e Sera viene confrontata con Mazu, rappresentando un Messia per il popolo Hakka, la cui storia «è una continua ricerca di un posto nel mondo, molto simile a quella del popolo d’Israele». Andrew Tran affermò:
(Andrew Tran)
Infine, il 266613336 che appare nel titolo è una cifra esoterica, che andrebbe sciolta dividendola per 2, ovvero la coppia di ali cui fa riferimento il termine "Wings": il risultato è 133306668, che secondo la tradizione medievale attribuita allo studioso portoghese del XIII secolo Pietro di Spagna e presente anche nei trattati del vescovo cattolico francescano spagnolo Alphonso de Spina (?-1491) indicherebbe il numero totale di angeli che si schierarono con Lucifero e che furono scacciati dal Paradiso.

### Nausicaä della Valle del ventoeNeon Genesis Evangelion

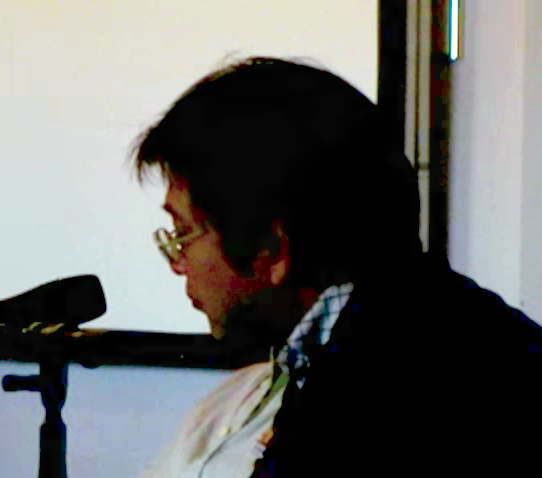
Yoshiyuki Sadamoto, qui nel 2007

Horn sostiene che il manga «potrebbe davvero ricordare molto Nausicaa, una giovane donna straordinaria, vista come una salvatrice profetizzata da alcuni, dei viaggi in un mondo post-apocalittico ancora abbattuto dal conflitto settario, accompagnata da uomini più anziani come suoi protettori». Ciononostante se ne discosta sotto vari aspetti: l'opera di Miyazaki infatti è ambientata in un futuro remoto e riflette sulla politica senza però essere realistica, mentre quella di Oshii e Kon, oltre a svolgersi in un momento storico prossimo alla contemporaneità, consta di minuziosi richiami a elementi sociali esistenti, come la mafia delle Triadi del popolo Hakka o la presenza dell'OMS.
(Carl Gustav Horn)

Horn aggiunse che «alcuni lettori potrebbero anche avere nota la menzione in Seraphim della risonanza Schumann, che sarebbe stata un cardine di trama in un'altra serie TV anime successivamente degna di nota degli anni '90, Serial Experiments Lain

Un altro parallelismo viene fatto con l'anime Neon Genesis Evangelion, simile nelle tematiche (dall'evoluzione dell'uomo alla sua stessa bramosia di potere) e nei riferimenti alla cristianità e mandato in onda quasi in concomitanza alla cessazione della serializzazione del fumetto. Horn stesso riferisce come lo staff della rivista Animerica avanzasse l'ipotesi che Seraphim 266613336Wings avesse ispirato la serie di Hideaki Anno, in quanto entrambe presentano gli angeli come un «sinistro, apocalittico motivo» e un'organizzazione mondiale umanitaria divenuta una sorta di setta (da una parte l'Organizzazione Mondiale della Sanità, dall'altra la Seele). D'altronde i membri della Gainax leggevano Animage e conoscevano i due autori: Oshii o per la sua reputazione all'interno dello studio (che aveva supportato quando ancora si chiamava Daicon Film offrendogli delle attrezzature cinematografiche) o perché alcuni di loro avevano lavorato per lui anni prima (ad esempio Yoshiyuki Sadamoto era stato animatore chiave in Tenshi no tamago, del 1985), mentre Kon in quanto era stato assunto per realizzare nel 1992 i bozzetti preparatori del film d'animazione Blue Uru (蒼きウル?, Aoki Uru), seguito de Le ali di Honneamise di Hiroyuki Yamaga del 1987, poi sospeso.